# Sultanaat Madurai
Het sultanaat Madurai of sultanaat Ma'bar was in de 14e eeuw een onafhankelijk sultanaat in het zuiden van India, gelegen rond de stad Madurai (in contemporaine islamitische bronnen "Ma'bar" genoemd). Op het hoogtepunt reikte het sultanaat in het noorden ongeveer tot aan het tegenwoordige Chennai. Vanaf 1311 was in Madurai een garnizoen van het sultanaat Delhi gelegerd. De Pandyadynastie van Madurai werd eerst tot marionet gemaakt en later ten einde gebracht. De stad bleef echter slechts kort in handen van Delhi. Rond 1335 verklaarde de lokale gouverneur, Jalaluddin Ahsan Khan, zich onafhankelijk. Hij en zijn opvolgers regeerden vervolgens als sultans van Madurai. Gedurende de halve eeuw dat dit sultanaat bestond was het voortdurend in conflict met het door hindoeïstische koningen bestuurde Hoysalarijk en de opvolger ervan, het Vijayanagararijk. Veel van de kennis over de sultans van Madurai is afkomstig van de Perzische schrijver Ziyauddin Barani, die aan het hof van de sultan van Delhi leefde. Een andere belangrijke bron over het sultanaat is de Marokkaanse reiziger Ibn Battuta, die het hof van de sultan bezocht in 1343. Aan het sultanaat Madurai kwam een einde in 1378, toen troepen van Vijayanagara de stad innamen.

## Geschiedenis
Na de dood van koning Kulasekara Pandya I van Madurai in 1308 betwistten diens zonen elkaar de troon. Een langdurig conflict volgde. Ondertussen vielen troepen van de sultan van Delhi, Alauddin Khalji, tussen 1309 en 1314 het zuiden van India binnen. Onder leiding van Malik Kafur werd in 1311 Halebidu geplunderd, de hoofdstad van het Hoysalarijk. Madurai vormde vanwege de interne verdeeldheid een makkelijk doelwit. Sundara Pandya, een van de pretendenten, sloot met Malik Kafur een overeenkomst. Dit leidde tot de inname en plundering van de stad in 1311, waarbij de oorspronkelijke Minakshitempel verwoest werd. In 1318 stuurde sultan Mubarak Khalji zijn generaal Khusrau Khan naar Madurai om het garnizoen te versterken. Khusrau Khan gebruikte zijn tijd in Madurai echter om een moordaanslag op de sultan in Delhi voor te bereiden. Deze moord slaagde, waarna vanuit Delhi een paar jaar geen verdere pogingen gedaan werden om het zuiden te onderwerpen. Hieraan kwam een einde met de troonsbestijging van Muhammad bin Tughluq in 1325. In Madurai zijn munten met de naam van de sultan gevonden uit de jaren 1328-1334, wat laat zien dat de stad in die jaren stevig onder gezag van Delhi viel. Muhammad bin Tughluqs veldtochten tegen Perzië putten de schatkist echter zodanig uit dat hij geen geld meer had de troepen in verafgelegen provincies te betalen. Al snel verklaarden zijn gouverneurs in diverse provincies zich onafhankelijk. Jalaluddin Ahsan Khan, de gouverneur van Madurai, was geen uitzondering. Als wraak liet Muhammad bin Tughluq diens zoontje, dat als gijzelaar aan het hof van Delhi verbleef, terechtstellen.
Het jaar van onafhankelijkheid is niet geheel duidelijk. Hoewel het jaar 1335 algemeen wordt aanvaard omdat Jalaluddin Ahsan Khan vanaf dat jaar eigen munten liet slaan, meldt de Perzische historicus Ferishta dat de opstand in 1341 plaatsvond. Mogelijk voerde Muhammad bin Tughluq in 1337 een veldtocht richting het zuiden met als doel Madurai weer te onderwerpen, maar toen in 1345 ook het Bahmani sultanaat op de Dekan onafhankelijk werd raakte het zuiden van India voorgoed buiten de invloed van Delhi. 
Jalaluddin Ahsan Khan, wiens dochter met Ibn Battuta trouwde, werd volgens de laatste in 1340 vermoord door een van zijn edelen. Hij werd opgevolgd door een van zijn officieren, Alauddin Udauji, die echter slechts een jaar aan de macht bleef. Hij werd opgevolgd door zijn schoonzoon Qutbuddin Firoz Shah, die echter binnen een jaar vermoord werd en opgevolgd door Giyathuddin Damghani, een andere schoonzoon van Jalaluddin Ahsan Shah.
Over de eveneens korte regering van Giyathuddin Damghani is meer bekend omdat Ibn Battuta enige tijd aan diens hof doorbracht. De reiziger was in opdracht van Muhammad bin Tughluq naar China uitgevaren maar had onderweg schipbreuk geleden. Aan het hof van zijn zwager werd hij gastvrij ontvangen. Ibn Battuta beschrijft met afgrijzen de wreedheid en het sadisme waarmee de sultan de lokale bevolking, die als heidenen beschouwd werden, behandelde. Dorpelingen werden willekeurig opgepakt en op houten staken gespietst; gevangenen werden zonder vorm van rechtspraak geëxecuteerd. 
De koning van Hoysala, Veera Ballala III, wilde een einde maken aan de islamitische heerschappij in het zuiden van India. Hij stichtte in het noorden Vijayanagara, om aanvallen vanuit die richting af te kunnen slaan. Hij regeerde vanuit Tiruvannamalai en verzamelde een enorm leger, waaronder overigens islamitische huurlingen. Dankzij Ibn Battuta is bekend hoe de plannen van de koning op niets uitliepen. In de bedoeling zuidwaarts naar Madurai op te trekken sloeg de Hoysalakoning rond eind 1342 kamp op in de buurt van Tiruchirapalli. Door een list wisten de troepen van de sultan de koning echter gevangen te nemen. Veera Ballala III werd vermoord; zijn lichaam werd opgezet en van de stadsmuur van Madurai gehangen.
Giyathuddin Damghani stierf in hetzelfde jaar (1342) aan cholera en werd opgevolgd door zijn neef Nasiruddin Damghani. Daarop volgt een periode waarover weinig bekend is, ook omdat Ibn Battuta nieuwe schepen wist te bemachtigen en zijn reis richting China voort kon zetten. Uit gevonden munten blijkt dat er nog minstens drie sultans over Madurai geregeerd hebben: Shamsuddin Shah (1356-1357), Fakruddin Muhammad Shah (1368) en Alauddin Sikander Shah (1372-1378). Waarom geen munten geslagen zijn tussen 1344 en 1356 is onduidelijk. Wel bekend is, dat in dezelfde periode Bukka, een van de leiders van Vijayanagara, succesvol oorlog voerde tegen Madurai. Mogelijk werd de stad enige tijd aan Vijayanagara onderworpen, of in ieder geval werd de macht van de sultans in deze tijd sterk ingeperkt, om later weer kort op te bloeien.
De wederopbloei van het sultanaat vanaf 1356 was echter van korte duur. De heersers van Vijayanagara waren niet van plan het islamitisch gezag in Madurai te blijven dulden. In 1371 werd de Sri Ranganathaswamytempel in Tiruchirapalli opnieuw ingewijd, wat erop wijst dat de moslims in dat jaar uit de omgeving van Tiruchirapalli verdreven zijn. In 1375 onderwierp een zoon van Bukka, prins Kumara Kampana, eerst de Sambuvarayadynastie in Kanchipuram, die als bondgenoot van de moslims gold. In 1378 wist hij ook Madurai zelf te veroveren. De laatste sultan, Alauddin Sikander Shah, sneuvelde tijdens de val van de stad. De verovering van Madurai wordt door de dichteres Gangadevi beschreven in het heldendicht Madura Vijayam. Gangadevi was de vrouw van Kumara Kampana.